# Вільгельм Альберт
Карл Вільгельм Альберт (нім. Karl Wilhelm Albert; 8 вересня 1898 — 21 квітня 1960) — німецький офіцер, бригадефюрер СС і генерал-майор поліції, доктор інженерних наук (1940).

## Біографія
Син вчителя. Учасник Першої світової війни, лейтенант. Служив в артилерії, потім льотчиком-спостерігачем. У 1919 році в складі фрайкору фон Еппа брав участь в боях з комуністами. Закінчив Вюрцбурзький університет. 1 травня 1932 року вступив у НСДАП (квиток № 1 122 215), 1 червня 1932 року — в СС (посвідчення № 36 026). З 31 листопада 1933 року — керівник для особливих доручень 11-го абшніта СС. З 24 травня — 1933 року — начальник зв'язку 11-го абшніта СС, з 1 вересня 1939 року — керівник оберабшніта СД «Захід», з 1 січня 1934 по 19 липня 1935 року — оберабшніта СД «Рейн». 1 листопада 1933 року переведений на службу в Головне управління СД (потім до Головного управління імперської безпеки), з 30 січня 1935 по 1 жовтня 1937 року — начальник центрального (організаційного) відділу. Одночасно з 19 липня 1935 по 27 вересня 1939 року — начальник 1-го управління Головного управління СД, з 1 жовтня 1937 по 27 вересня 1939 року — начальник управління IV А. З 13 вересня 1939 по 12 квітня 1940 року — поліцай-президент Оппельна. 18 листопада 1940 року призначений представником СД і поліції безпеки при Колоніальному управлінні. 20 березня 1941 року призначений поліцай-президентом Ліцманштадта, залишався на цій посаді до 1 листопада 1944. З 15 серпня 1944 року — урядовий президент Гогензальца.

## Звання
- Анвертер СС (19 вересня 1932)
- Шарфюрер СС (10 лютого 1933)
- Труппфюрер СС (15 квітня 1933)
- Унтерштурмфюрер СС (31 липня 1933)
- Оберштурмфюрер СС (15 березня 1934)
- Гауптштурмфюрер СС (20 квітня 1934)
- Штурмбаннфюрер СС (4 липня 1934)
- Оберштурмбаннфюрер СС (20 квітня 1935)
- Штандартенфюрер СС (20 квітня 1936)
- Оберфюрер СС (20 квітня 1937)
- Бригадефюрер СС і генерал-майор поліції (20 квітня 1939)

## Нагороди
- Залізний хрест 2-го класу (1918)
- Військовий хрест «За заслуги» (Баварія) 3-го класу з короною і мечами (1918)
- Нагрудний знак «За поранення» в чорному (1918)
- Почесний кут старих бійців
- Почесний хрест ветерана війни з мечами (1935)
- Цивільний знак СС (№ 23 660)
- Йольський свічник (16 грудня 1935)
- Почесний кинджал СС
- Почесна шпага рейхсфюрера СС
- Кільце «Мертва голова»
- Медаль «У пам'ять 13 березня 1938 року»
- Спортивний знак СА в бронзі
- Німецька імперська відзнака за фізичну підготовку в бронзі (травень 1938)
- Орден Корони Італії, командорський хрест (1939)
- Орден «За військові заслуги» (Болгарія), офіцерський хрест (1940)
- Хрест Воєнних заслуг
  - 2-го класу (1941)
  - 1-го класу (1 вересня 1944)
- Знак гау Вартеланд (5 листопада 1944)
- Медаль «За вислугу років у НСДАП» в бронзі (10 років)
- Медаль «За вислугу років у СС» 4-го, 3-го і 2-го ступеня (12 років)